# Cactus Canyon
Cactus Canyon är ett flipperspel från 1998 utvecklat av Midway (under namnet Bally). Flipperspelet är av typen Solid State Electronic (SS). Spelet är ligger högst på Internet Pinball Database's lista över 300 mest populära SS-spel.  Noterbart innehåll i detta flipperspel är 4 drop target och 2 pop bumpers. Då det inte gjorts många exemplar av spelet, är det eftertraktat bland samlare.

## Fotnoter
1. ↑  IPDB.org – Top 300 rated IPDB Pinball Machines